# Chevrolet Vega
Chevrolet Vega — субкомпактний автомобіль, який вироблявся та продавався підрозділом Chevrolet компанії GM з 1970 по 1977 рік. Доступний у варіантах кузова: дводверний хетчбек, седан, універсал і фургон, усі моделі оснащувалися рядним чотирициліндровим двигуном з легкий блок циліндрів із алюмінієвого сплаву. Вперше Vega надійшла в продаж у дилерських центрах Chevrolet 10 вересня 1970 року. Варіанти включали Cosworth Vega, спортивну модель обмеженого виробництва, представлену навесні 1975 року.
Vega отримала похвалу та нагороди під час свого представлення, у тому числі 1971 Motor Trend Car of the Year. Згодом автомобіль став широко відомий через низку проблем, пов’язаних з його технікою, надійністю, безпекою, схильністю до іржі та довговічністю двигуна. Незважаючи на серію відкликань і оновлень дизайну, проблеми Vega заплямували як її власну репутацію, так і репутацію General Motors. Виробництво закінчилося 1977 модельного року.
Автомобіль був названий на честь Веги, найяскравішої зірки в сузір'ї Ліри.

## Двигуни
- 2.3 L 2300 I4
- 2.3 L L11 I4
- 2.0 L I4 (Cosworth)

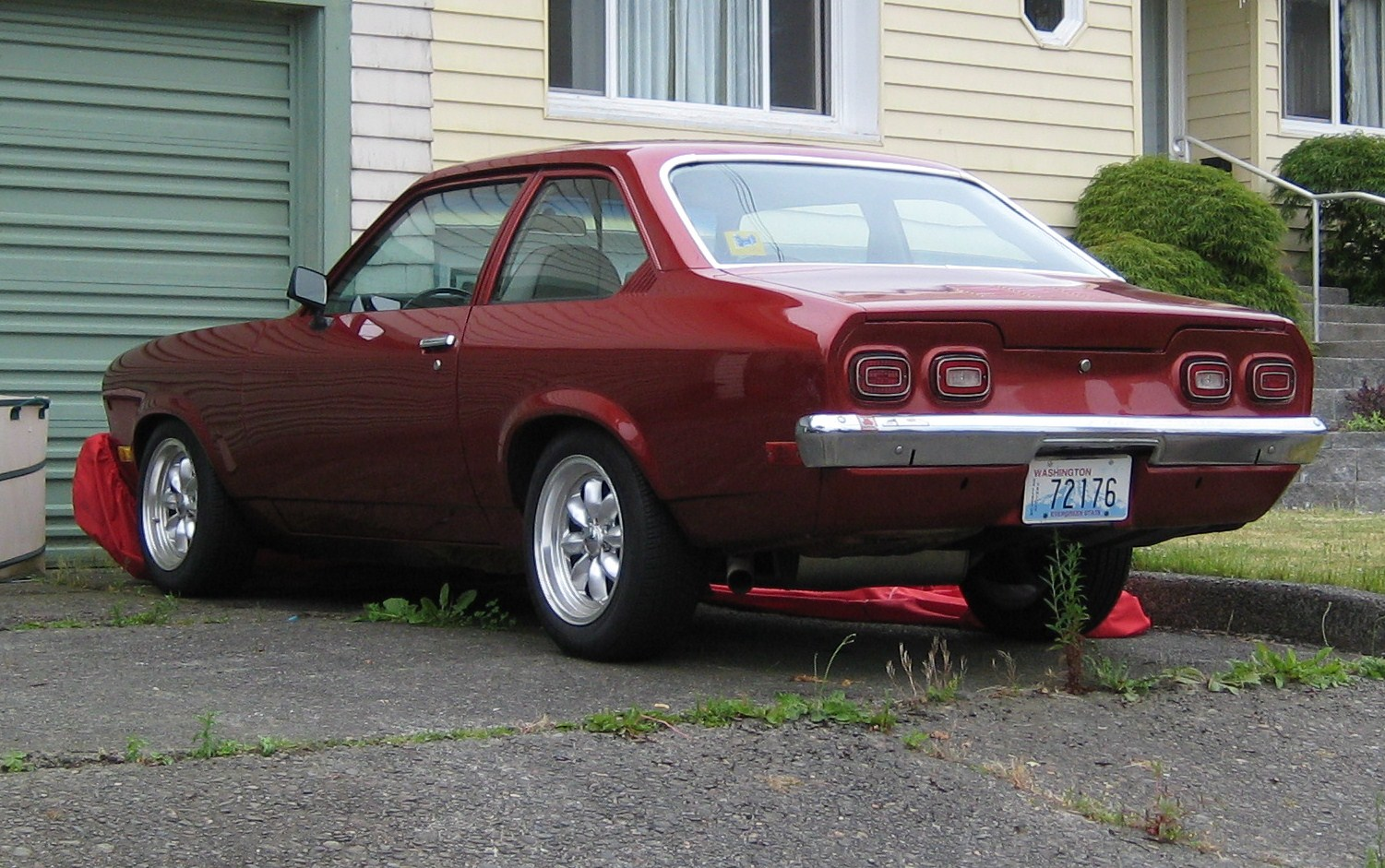
Chevrolet Vega GT
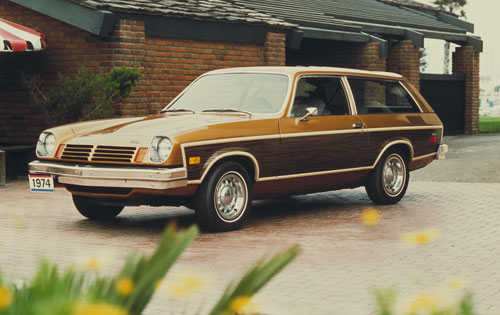
Chevrolet Vega Kammback
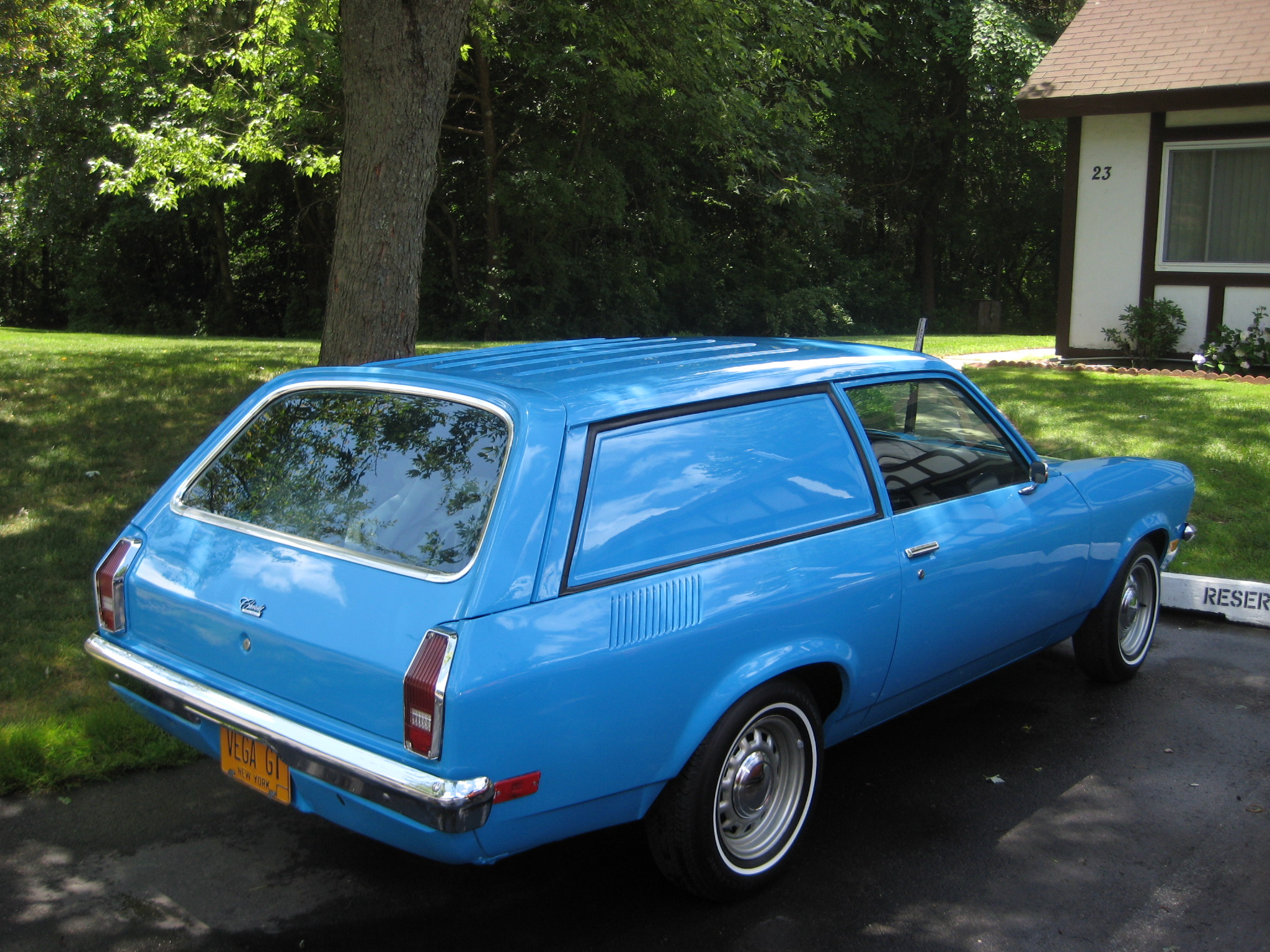
Chevrolet Vega Panel Express
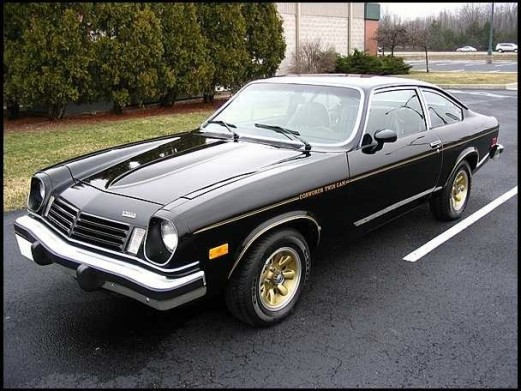
Chevrolet Cosworth Vega
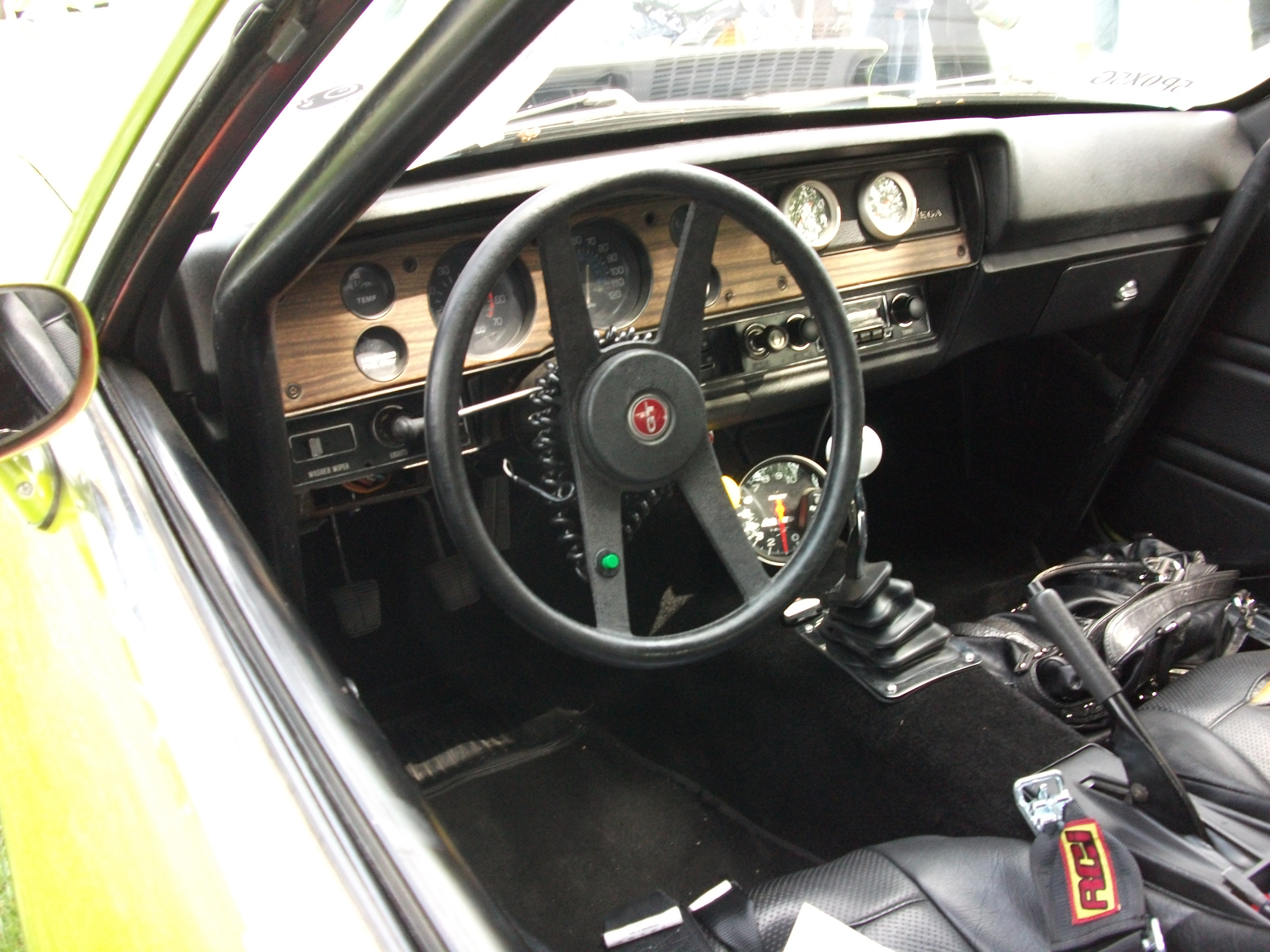